# Amphineurus (Amphineurus) collessi
Amphineurus (Amphineurus) collessi is een tweevleugelige uit de familie steltmuggen (Limoniidae). De soort komt voor in het Australaziatisch gebied.